# Saint-Jean-Trolimon
Saint-Jean-Trolimon (bretonisch Sant Yann Drolimon) ist eine Gemeinde im Westen Frankreichs im Département Finistère in der Region Bretagne. In der Nähe von  Pont-l’Abbé  leben auf einer Fläche von 14,68 km² 973 Einwohner (Stand 1. Januar 2022).

## Geschichte
Über den Ursprung des Namens gibt es zum Teil widersprüchliche Informationen. Der wahrscheinlichsten – auch von der Gemeinde selbst verbreiteten – Version nach kommt der Name aus dem Bretonischen: Treff („Dorf“) und Sankt Rumon also etwa „Dorf des St. Rumon“. Im Mittelalter unterstand der Weiler der Pfarrei des heutigen Plomeur. Die Pfarrei und die Gemeinde wurden im Zuge der Französischen Revolution nach 1789 gegründet.

### Bevölkerungsentwicklung
| Jahr                       | 1962 | 1968 | 1975 | 1982 | 1990 | 1999 | 2007 | 2017 |
| Einwohner                  | 804  | 758  | 666  | 735  | 727  | 845  | 969  | 962  |
| Quellen: Cassini und INSEE |      |      |      |      |      |      |      |      |

## Sehenswürdigkeiten

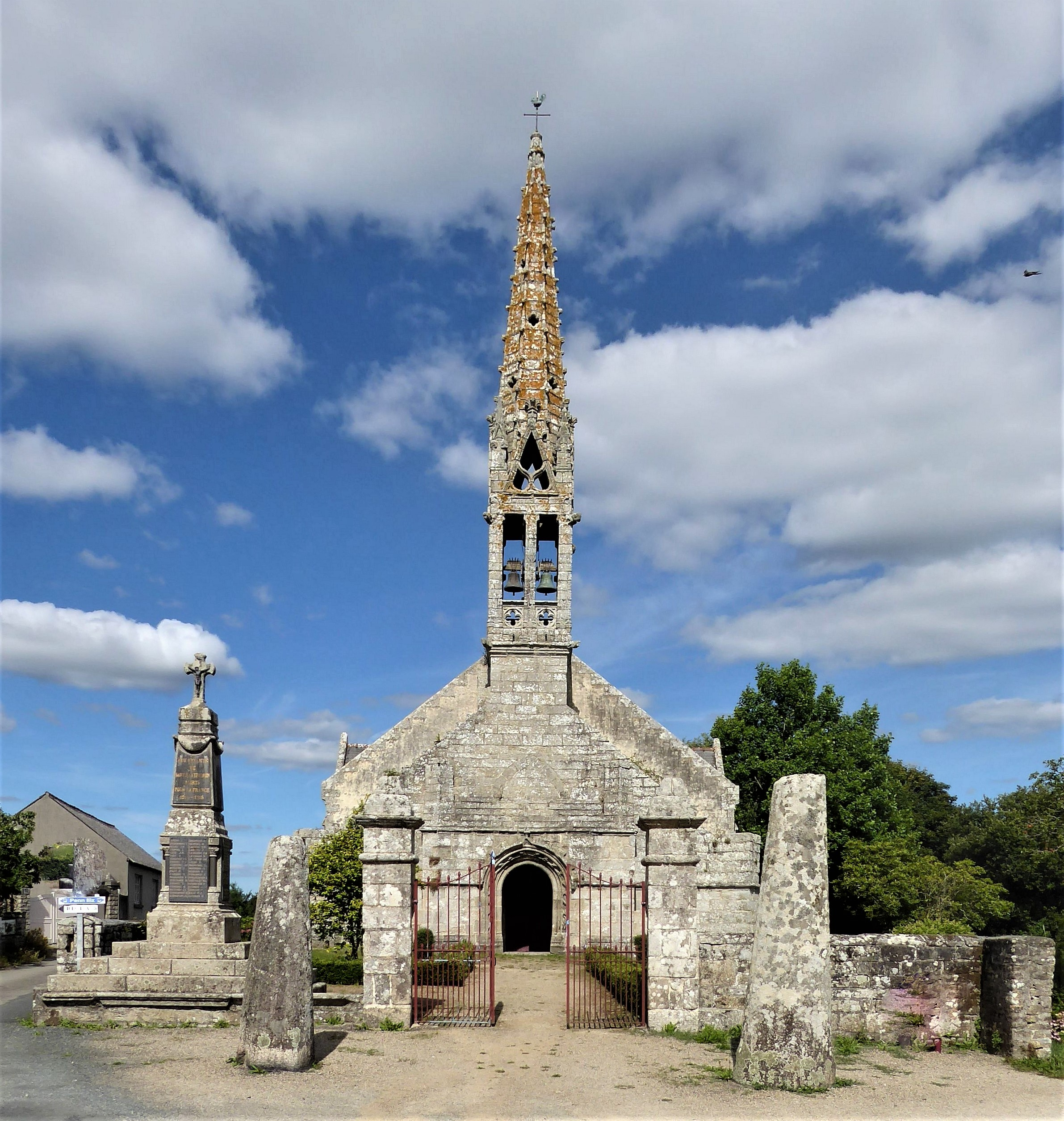
Kirche Saint-Jean-Baptiste

Pfarrkirche ist die Kirche St-Jean-Baptiste im Ortskern mit Westfassade aus dem 16. Jahrhundert. Etwas außerhalb des Ortes befindet sich die Kirche Notre-Dame de Tronoën (bret. Tronoan), davor der älteste Calvaire der Bretagne. Nur wenige Kilometer entfernt findet man die Landzunge Pointe de la Torche mit dem wasserumtosten Dolmen (bret. Beg an Dorchenn) – und Felsen, ein sehr beliebtes Surfrevier. In einer Exklave des Gemeindegebietes befindet sich die Kapelle St-Evy.
Siehe auch: Liste der Monuments historiques in Saint-Jean-Trolimon